# Contribució al problema de l'habitatge
Contribució al problema de l'habitatge (en alemany: Zur Wohnungsfrage) fou una reimpressió de tres articles escrits pel filòsof i sociòleg Friedrich Engels i publicats originalment al diari Der Volkstaat de Leipzig entre 1872 i 1873.
L'obra va ser desenvolupada en un context d'escassetat d'habitatges disponibles per als treballadors en els principals centres industrials d'Alemanya. El país començava a figurar en l'ordre econòmic mundial en ser partícip de la industrialització i la concentració de capital, amb la transició de la manufactura i la petita producció cap a la gran indústria que transformaria completament la geografia urbana de l'Alemanya del segle xix. Aquesta transició és coneguda històricament com la revolució industrial.
El punt central d'Engels era que la política de classe revolucionària del proletariat no podia ser substituïda per una política de reformes. Va advocar per la desmercantilització de l'habitatge que només "mitjançant l'abolició de la manera de producció capitalista, es fa possible la solució de la qüestió de l'habitatge". Va criticar les solucions dels proudhonians i socialistes petitburgesos en general, inclòs el lassalleanisme.

## Argument
La revolució industrial alemanya va portar amb si els mateixos avanços comuns que als seus parells europeus: massificació de béns i serveis, desenvolupament general de les forces productives, noves tecnologies, etc. No obstant això, va portar també els mateixos mals, que a diferència del primer cas, només afectarien negativament la classe treballadora. Entre ells podem destacar la proletarització de les classes socials intermèdies, l'abandó dels camps, les extenses jornades laborals per a homes, nens i ancians per igual; i per descomptat, la situació precària de l'habitatge.

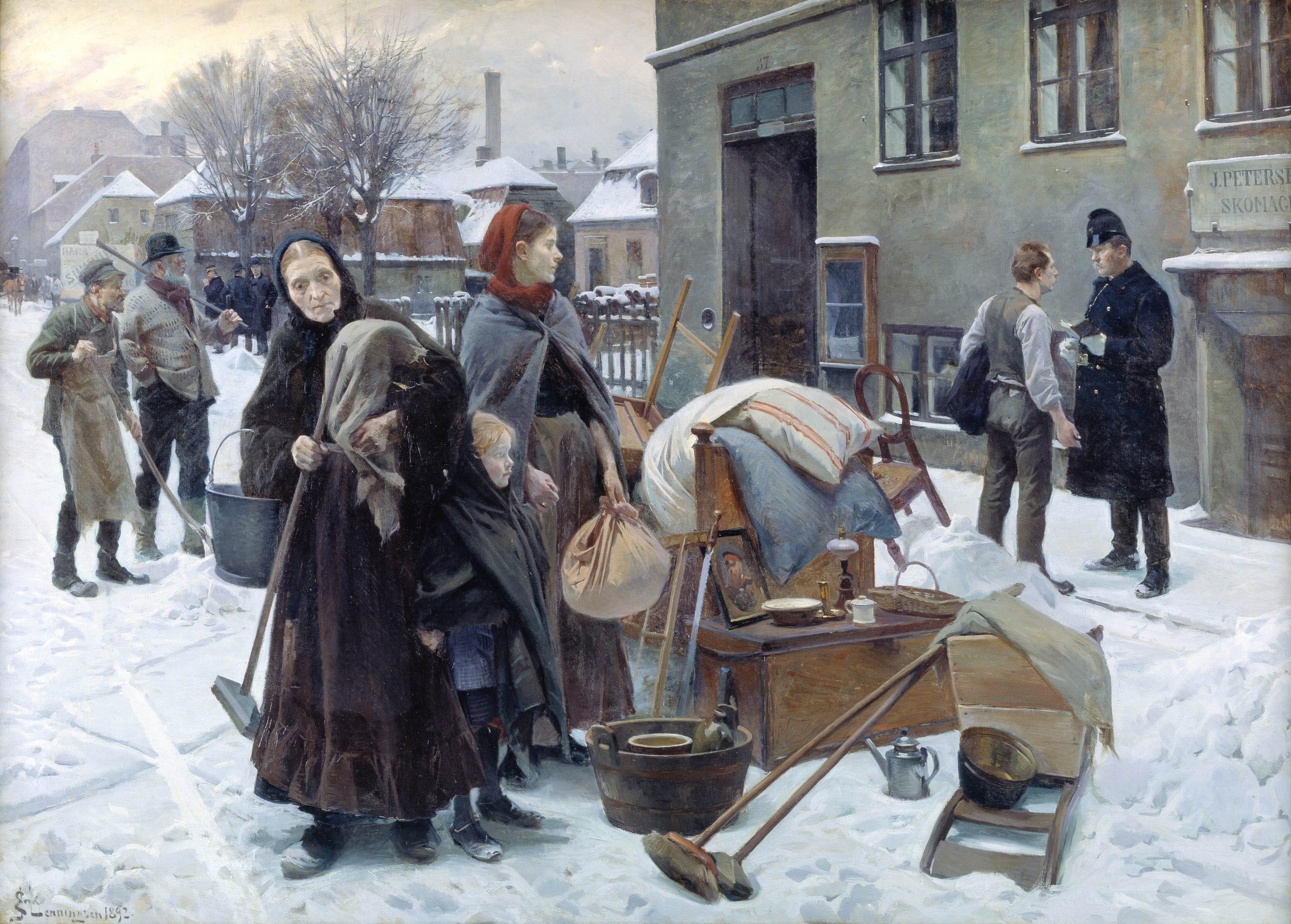
Desnonat per Erik Henningsen (1892)

Va ser llavors quan comença el problema del qual tracta aquesta obra tal com el coneixem avui dia. Això principalment per la massiva afluència de famílies senceres buscant una millor qualitat de vida cap a les ciutats que no van ser dissenyades per a albergar grans fàbriques i sofrir una transformació tan sobtada. L'autor explica que tal situació succeïa en ciutats anteriors a la revolució industrial com Berlín, Londres, París o Viena, però que en aquelles regions on va ser planificat un urbanisme orientat a la construcció de grans fàbriques, la penúria de l'habitatge era gairebé desconeguda, aquest seria el cas de ciutats com Leeds, Manchester o Bradford, que van ser concebudes des d'un principi com a centres industrials.
Al sorgiment d'aquest dramàtic símptoma social, que ja existia, però no era visible per als més afortunats, van sorgir múltiples propostes que van suposar la contraposició del socialisme científic amb el que aquest denomina com a socialisme burgès, particularment el desenvolupat per Pierre-Joseph Proudhon.
Engels rebutjà la comparació de l'arrendador o propietari i l'inquilí amb el burgès i el proletari, perquè aquest últim produeix plusvàlua mentre que el primer només s'aprofita d'"una senzilla venda de mercaderia", fins i tot si l'inquilí "ha de comprar aquest crèdit al mateix arrendador a un preu usurari i en forma d'un augment del lloguer". En conseqüència, "l'habitatge depèn de l'acumulació de rendiments mitjançant la despossessió dels inquilins i mitjançant l'aparició de capital fictici, la qual cosa condueix a una situació en la qual el preu de mercat d'una casa supera significativament el seu valor de canvi". Engels també va observar que els lloguers a les grans ciutats donen als seus terrenys "un valor artificial" que en els barris cèntrics és "desmesuradament elevat", i en els edificis "no corresponen a les noves condicions, i són enderrocats per a reemplaçar-los per nous edificis de valor més elevat". Jacobin va escriure que això ressona amb els desenvolupaments actuals on els edificis del centre de la ciutat estan amenaçats amb la demolició i substitució. Com a resultat "els obrers van sent desplaçats del centre a la perifèria". També va descriure el que avui dia es denomina gentrificació amb relació a les transformacions de París durant el Segon Imperi de Georges-Eugène Haussmann.